# Łęgonice
Łęgonice (Łęgonice Rawskie) – wieś sołeckaw Polsce położona w województwie mazowieckim, w powiecie grójeckim, w gminie Nowe Miasto nad Pilicą.
Leżą po lewej stronie Pilicy na wysokim brzegu naprzeciw wsi Łęgonice Małe.
Wieś kapituły katedralnej gnieźnieńskiej w ziemi rawskiej województwa rawskiego w 1792 roku. W latach 1975–1998 miejscowość administracyjnie należała do województwa radomskiego.

## Historia

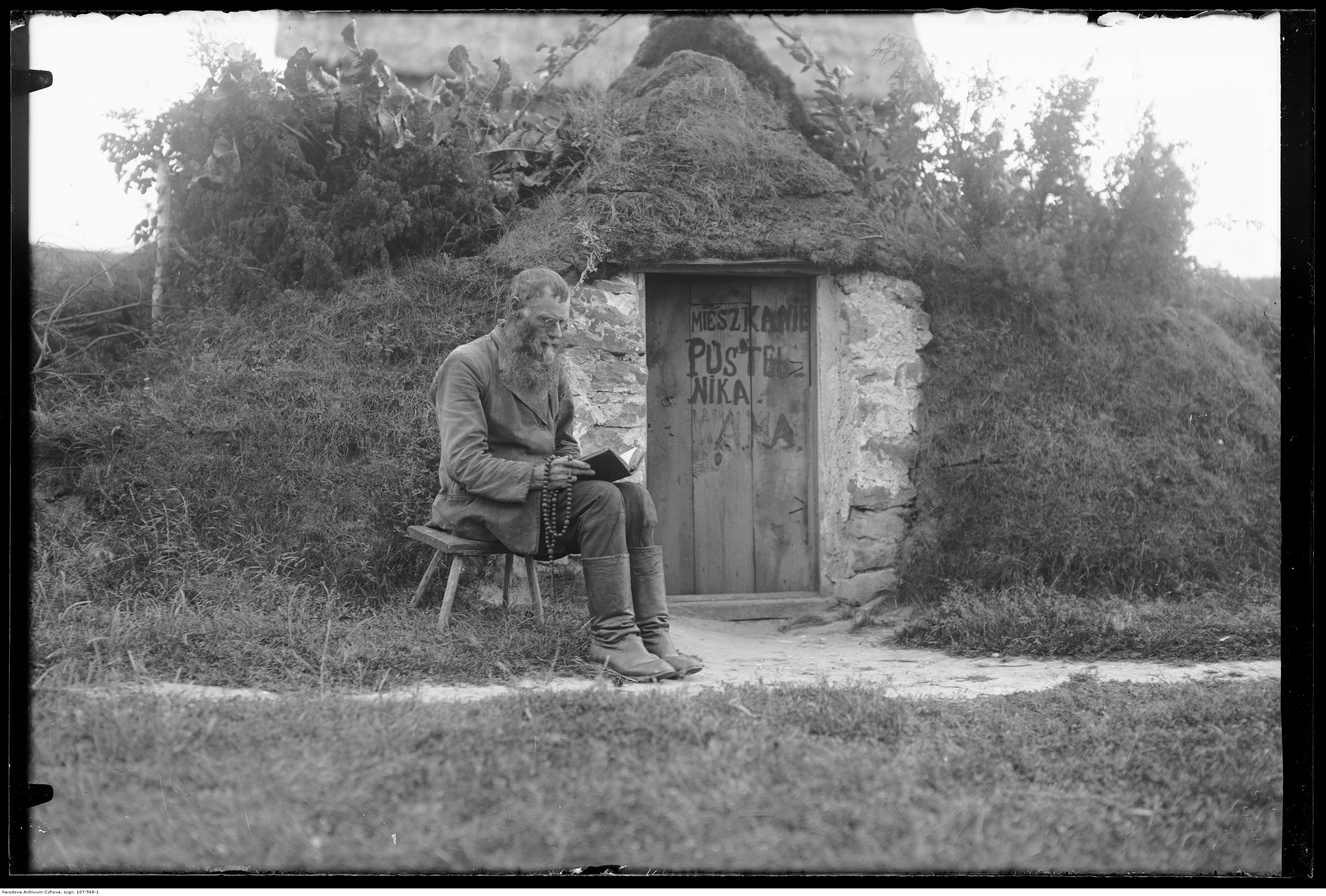
Pustelnik Ignacy Piotrowski przed pustelnią, Górka Zgody, 1933

Łęgonice leżały w województwie rawskim. Pierwszy kościół powstał tu w 1521 r., erygowany przez arcybiskupa gnieźnieńskiego Jana Łaskiego.
Były własnością arcybiskupów gnieźnieńskich. Doszły do biskupiego klucza łęgonickiego przed rokiem 1512, a w 1540 r. podzielono na klucz łęgonicki, konarski oraz Dobra Łęgonice.
Majątek ziemski Łęgonice w 1512 r. miał 39 włók, w roku 1603 – 40 włók, a w roku 1786 już tylko 32 włóki ziemi uprawnej. Prowadzono rybołówstwo na Pilicy i 3 wielkich jeziorach: Wielkim, Za Kowalem, Na Borku.
W odległości 2 km od Łęgonic jest Przeprośna Górka – miejsce gdzie w 1666 r. nastąpiło pojednanie rokoszan pod przywództwem Jerzego Lubomirskiego z królem Janem Kazimierzem. W miejscu tego wydarzenia stoi kościółek św. Rocha.
W XVII w. Dobra Łęgonice pokrywały rozległe lasy, głównie sosnowe o powierzchni około 1000 ha. Las graniczył na wschodzie z Rosochą i Olszową Wolą, na południu z Łęgonicami, na zachodzie z Jarochowicami, a na północy z Rokitnicą.
Łęgonice należały do kapituły gnieźnieńskiej do końca XVIII w. W końcu XVIII w. dzierżawił je gen. Antoni Józef Madaliński. W dokumentach nie ma informacji o ich sprzedaży. Ale jest uchwała sejmowa z 1775 r. o ich sprzedaży, która być może formalnie zatwierdzała wcześniejszą sprzedaż – niewykluczona zamiana za sprzedaż (dalej położonych) Łęgonic na zakupienie wsi położonych bliżej Gniezna.
W 1898 roku w Łęgonicach przyszedł na świat oficer rezerwy, ofiara zbrodni katyńskiej podporucznik Jan Włodzimierz Kobyliński, syn Wacława i Zofii z Wylazłowskich. 
W II połowie XVIII w. powstaje z gruntów pustych i odebranych gromadzie obok dotychczasowego folwarku w Łęgonicach nowy folwark Zagórze położony 2 km od Łęgonic.
W roku 1911 majątek Łęgonice, kupiony przez Kazimierza Zdziarskiego, przeszedł w ręce rodziny Zdziarskich (zob. też np. Maria Zaleska).

## Zabytki
- Kościół drewniany pw. św. Jana Chrzciciela z XVIII w. – rejestr zabytków nr: 773/A/67 z 27.12.1967 i 84/A z 15.03.1981[9].
- Drewniana dzwonnica (przy kościele) – rejestr zabytków nr: 774/A/67 z 27.12.1967 i 83/A z 15.03.1981[9].
- Kościół św. Rocha
- Zespół dworski – rejestr zabytków nr: 115/A z 7.07.1981, w tym klasycystyczny dwór wzniesiony około 1827 roku dla Franciszka Łabuńskiego[10] (nr rej.: 262/A/67 z 27.12.1967) oraz park (nr rej.: 775 z 27.12.1967)[9].